# Robert Ket
Robert Ket, auch Robert Kett, († 7. Dezember 1549 in Norwich) war Führer eines Bauernaufstandes (Kett’s Rebellion, Norfolk-Rebellion) im 16. Jahrhundert in England.
Ket war von Beruf Gerber und hatte gemeinsam mit seinem Bruder William Grundbesitz in Wymondham, in der Grafschaft Norfolk. Im Sommer 1549 kam es zu Unruhen zwischen Bauern aus Wymondham und einem Grundherrn, es ging um Einhegungen aus dem Besitz eines aufgelösten Klosters. Der Aufruhr weitete sich schnell auf etwa 16 000 Personen aus, Ket hatte sich spontan angeschlossen und wurde ihr Führer. Zunächst formulierten die Aufständischen eine Beschwerde, in der sie u. a. Fischereirechte und eine Einschränkung der Einhegungen forderten. Als dieser nicht stattgegeben wurde, lehnte Ket auch ein königliches Amnestieangebot ab, am 1. August 1549 besetzte er mit seinen Truppen Norwich. In der nachfolgenden kriegerischen Auseinandersetzung vernichteten die Truppen des John Dudley, Earl of Warwick Kets Kräfte bei Dussindale. Robert Ket und sein Bruder wurden festgenommen und später hingerichtet.